# نردين أبو نبعة
نردين أبو نبعة (مواليد 30 يونيو 1971 في عمّان، الأردن) هي روائية وإعلامية فلسطينية، تخرجت من الجامعة الأردنية في العقيدة والدعوة، عملت معدة ومقدمة برامج في إذاعة حياة إف إم، كما عملت أيضًا معدة ومقدمة برنامج حكايا وعبر على إذاعة القرآن الكريم الفلسطينية بين عامي 2006 و 2017، وعملت في تحكيم العديد من المسابقات الأدبية.

## مؤلفاتها
- صدر لها ما يزيد عن ثلاثين قصة للأطفال.
- طبعت قصتها "بنطالي مبلل" عشرين ألأف نسخة لحساب مشروع مكتبة الأسرة الوطنية.
- كتبت عشرات القصص لمنهاج الروضة بالتعاون مع المركز الطبي لتطوير المنهاج.
- تُدرس رواياتها في المدارس الأردنية كمنهاج مساند للغة العربية.
- نوقشت العشرات من رسائل الماجستير في رواياتها.
- الجرس، دار البشير،2021[4]
- بوح، دار أزمنة، 2013[5]
- رب إني وضعتها أنثى، المؤسسة العربية للدراسات والنشر، 2013[6]
- قد شغفها حباً، المؤسسة العربية للدراسات والنشر، 2015[7]
- باب العمود، المؤسسة العربية للدراسات والنشر، 2017[8]
- سبع شداد، دار المعرفة، 2019[9]
- ليالي إشبيلية، 2023[10]
- رواية لليافعين بعنوان (حارسة اللؤلؤة)
- وجاءته البشرى 2024

## الجوائز
- جائزة مسابقة العودة التقديرية، مؤسسة «بديل»، رام الله، 2011، عن قصة «سر الدراجة»[1]
- لقب «امرأة فلسطين»، 2017، عن فئة الرواية[3]